# Demokracie

Index demokracie 2022

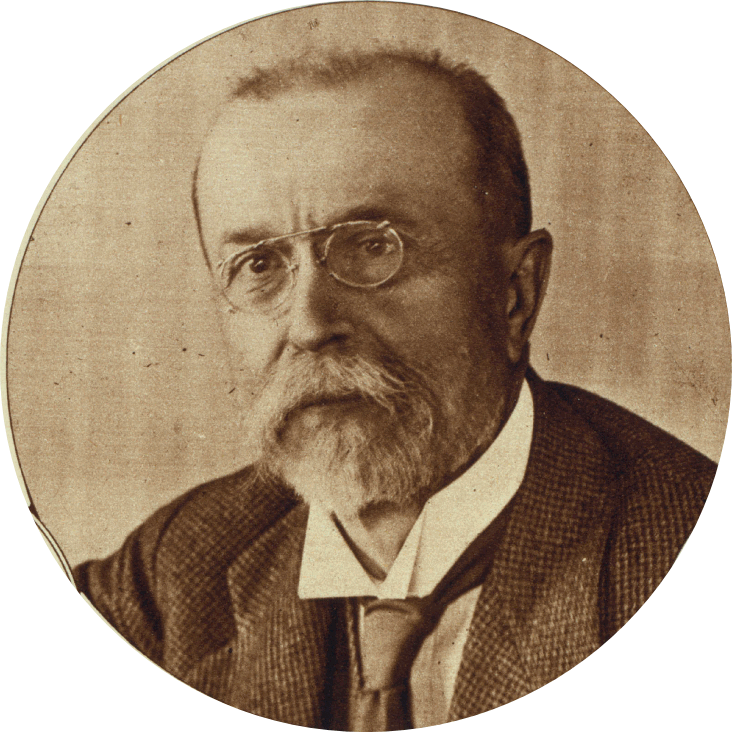
Tomáš Garrigue Masaryk, hlavní český představitel demokracie. Jednou k demokracii řekl: „Demokracie má své chyby, protože občané mají své chyby. Jaký pán, takový krám.“ Často říkal, že demokracie je diskuse.

Demokracie (řecky Δημοκρατία, doslovně „vláda lidu“) je forma vlády, v níž o výkonu státní (obecní, krajské atd.) moci rozhoduje mínění většiny oprávněných občanů, nejčastěji volbou. Způsob, jak občané své mínění v demokratickém státě uplatňují, určuje ústava. Prvotní formou demokracie byla přímá demokracie, kde občané hlasováním rozhodují o jednotlivých otázkách (zákonech, rozhodnutích, rozpočtech atd.), dále je zastupitelská či nepřímá, kde k tomu zmocňují své zastupitele (poslance atd.), nebo kombinovaná, kde se užívají oba postupy. V přímé demokracii se zpravidla rozhoduje referendy, v nepřímé volbami. Přímá demokracie v čisté podobě se užívá v menších společenstvích (spolky, samosprávy, družstva atd.), v žádném státě se nepoužívá.
Převážným dennodenním pravidlem rozhodování v demokraciích je právo  většiny. Avšak i jiné způsoby rozhodování jako právo kvalifikované většiny a konsenzuální demokracie jsou možné. Jejich účelem je zajistit integrování a širší legitimitu v citlivých otázkách – jakožto protipólu majoritářství – a tak jsou většinou uplatňovány na úrovni ústavy. V běžné variantě demokracie je většinová moc vykonávána formou zastupitelské demokracie, ale ústava omezuje vliv většiny a chrání menšinu – obvykle garantováním určitých zásadnější práv, např. práva na svobodu projevu nebo svobodu sdružování.
Pojem demokracie se objevil v 5. st. př. n. l. v řeckých městských státech, významně v klasických Aténách, kdy znamenal „vládu lidu“ v kontrastu k vládě aristokracie (ἀριστοκρατία, aristokratía), tedy „vládě elity“ či „vládě těch nejlepších“. Pro západní demokracie, odlišné od té starověké, je hledán původ v řeckých městských státech, jako byly klasické Atény, a v Římské republice, kde fungovaly různé vzorce a stupně volebního práva svobodné mužské populace, než začaly na Západě mizet během konce pozdního starověku (4.- 6. st. n. l.)  Opravdu ve všech demokratických uspořádáních během dávné i moderní historie bylo původní zapojení obyvatelstva omezeno na elitní třídy, později pak rozšířeno na všechny dospělé občany. Ve většině moderních demokracií bylo tohoto docíleno hnutím za volební právo žen v 19. a 20. století.

## Charakteristika
V demokracii v moderním slova smyslu jsou často principy volebního práva považovány za:
- všeobecné – každý svéprávný občan od určitého věku smí volit
- rovné – každý hlas váží stejně
- přímé – bez zprostředkovatelů (zastupitelů)
- tajné, na definici se však odborníci neshodují.[3][4]

Tyto principy se projevují v nároku všech občanů na rovnost a rovný přístup k zákonodárství. Například v zastupitelské demokracii má každý hlas stejnou váhu, každý občan může být volen či volit a právo volit je zajištěno ústavou.
Jedna z teorií vyžaduje tři základní principy:
1. vzestupná pyramida vlády tj. svrchovanost náležící v nejnižší úrovni autority,
2. politická rovnost,
3. sociální normy, skrze které osoby a instituce akceptují pouze takové jednání, které je v souladu s principy vzestupné vlády a politické rovnosti.[8]

Protikladem demokracie je autokracie, autoriářský režim.

## Historie
První pokusy o demokracii vznikaly již v městských státech obchodních Féničanů. Ti obchodovali s Řeky, pro něž měl obchod také zásadní význam a přejali tak i jejich fénické písmo.
Za první politické uspořádání, v němž se uplatnily některé demokratické prvky, se považuje to, jež vzniklo v jistých řeckých městských státech (zejména v Athénách spojených s přístavem Pireus) a trvalo přibližně 100 let – od poloviny pátého do poloviny čtvrtého století před naším letopočtem. Tato demokracie se však vztahovala jen na svobodné muže, kteří měli občanství městského státu, tedy na menšinu. Je důležité zdůraznit, že se občanská práva nevztahovala na část svobodných mužů, na ženy, přistěhovalce, cizince a na otroky, proto není možné tento systém považovat za demokratický v moderním slova smyslu. Volba probíhala losem, tudíž rozhodovala náhoda a nikoli volič. Velký význam pro demokracii měla agora, obchodní a politický prostor ve středu města. Po obsazení řeckých států Římem tato částečná demokracie jako systém státního zřízení zde na dvě tisíciletí prakticky zaniká. Řecká demokracie byla nejen procesně, ale i obsahově značně odlišná od současné – zejména neznala ochranu práv jednotlivce. Sokratés byl odsouzen k smrti athénským shromážděním, případná ostrakizace záležela na momentální náladě hlasujících atp.
Ve starověkém Římě existoval římský senát a volená magistratura. Obchodně politické místo zde reprezentovalo fórum (například Forum Romanum).
Po středověku se na počátku novověku demokracie objevuje nejdříve v bohaté koloniální Anglii, která se postupně přetváří z monarchie v konstituční monarchii. V druhé polovině 18. století vzniká demokracie ve Spojených státech amerických, byť ve smyslu republikánství. Demokratickým étosem byly živeny i některé proudy Velké francouzské revoluce. V průběhu 19. století vznikají z těchto zdrojů novodobé liberální demokracie po Evropě, pro něž jsou zcela novými znaky jednak zastupitelský systém, jednak liberální výdobytky plného osvobození lidí z poddanství a z moci feudální aristokracie. Během druhé poloviny 19. století a v prvních desetiletích 20. století dochází ke stále většímu rozšíření osob oprávněných volit (např. volební právo žen) až po zásady dnešního všeobecného volebního práva, které vylučuje již jen osoby např. nezletilé, nesvéprávné nebo cizince.
V době mezi dvěma světovými válkami dochází k selhání demokracií v řadě evropských států jako např. Itálie, později Německo, Španělsko, Portugalsko a četné další. Před druhou světovou válkou patřilo Československo k nejvyspělejším světovým demokraciím.
Po druhé světové válce se v západní Evropě etablují demokratické země, zatímco demokracie v zemích sovětského vlivu jsou likvidovány. Sovětské satelity jsou řízeny totalitně. Koncem 80. let dochází k rozpadu sovětského bloku a k restauraci demokracií (Polsko, Československo, Maďarsko a další státy), nebo k pokusům o zavedení funkční demokracie vlastně vůbec poprvé (např. Rusko). Předpovídá se zlatý věk demokracie kolem celého světa, nicméně postup v řadě států je obtížnější než se předpokládalo.
V oblasti třetího světa dochází k zavádění demokracií postupně, zejména po druhé světové válce a nově od 90. let, ovšem s více než spornými výsledky. Alarmujícím případem zneužití implantace demokracie byla genocida ve Rwandě.
Historické srovnání demokracií ukazuje, že daňový systém a byrokracie jsou základními prvky demokracie.

## Teorie demokracie
Teorie demokracie je vědní předmět spadající do oboru politologie. Zabývá se podstatou hodnot i funkčních zákonitostí obsahu a procesů demokracie. Poznatky o antické demokracii jsou zprostředkovány především z děl Aristotela a některých historiků jako třeba Thúkýdida.
V moderní době bývá demokracie zdůvodňována dvěma základními teoriemi demokracie: klasickou liberální teorií J.S. Milla a konkurenční teorií demokracie J. Schumpetera. První vychází z premisy delegace a převádění úkolů voliči na zastupitele, druhá více odráží skutečnou praxi a spíše předpokládá, že kandidáti soutěží na trhu politických osobností a stran, z nichž si volič vybírá a po volbách na ně má již jen omezený vliv. Zatímco první teorie spíše odráží koncepci demokratických hodnot, druhá přesněji popisuje praxi. Mezi oběma teoriemi a zastánci jejich směrů panuje určité napětí, které odráží i vztah ideál – realita.
Oba výše uvedené teoretické modely v zásadě spočívají na většinovém pravidlu vlády (se základní právní ochranou menšin). V případě některých společností se složitým vnitřním uspořádáním se nicméně ujaly modely demokracie, které relativně trvalým menšinám zaručují vyšší úroveň ochrany vlastní účastí – demokracie označované jako konsensuální popř. konsociační. Hodnocení těchto dílčích modelů je ambivalentní – sice umožňují existenci demokracie ve státních útvarech, které by ji jinak nesnesly, zároveň jsou ale poměrně málo akceschopné.
Roger Scruton tvrdí, že demokracie sama nemůže zajistit osobní a politické svobody, pokud nejsou přítomny instituce občanské společnosti.
Ve veřejném prostoru se často za demokracii považuje její typ liberální demokracie.

## Měření demokracie

Země s eroze demokracie (červená) nebo demokratizující (modrá) (2010–2020).

Úroveň demokracie lze odhadnout pomocí měření demokracie publikovaných několika organizacemi podle různých definic demokracie a opírají se o různé typy dat. Mezi indexy měřícími demokracii jsou index demokracie-diktatury, polity data series a V-Dem indexy demokracie, které zahrnují samostatné indexy volební demokracie, liberální demokracie, participativní demokracie, deliberativní demokracie a rovnostářske demokracie. Index demokracie rozděluje zemi na úplne demokracie, demokracie s nedostatky, hybridní režimy a autoritářské režimy a číselně hodnotí dosaženou míru demokracie ve 166 státech pomocí 60 indikátorů řazených do pěti oblastí: 1. Volební proces a pluralismus; 2. fungování vlády; 3. účast v politice; 4. politická kultura; 5. občanské svobody. Některé aspekty demokracie lze měřit pomocí index Freedom House, index lidského rozvoje, Democracy ranking, efektivního počtu stran a Gallagherova indexu. Zvyšování úrovně demokracie vede k demokratizaci, na druhé straně snížení úrovně demokracie vede k erozi demokracie a demokratickému deficitu. Lze pozorovat vlny demokratizace.

## Demokracie ve světě
Demokracie je jeden z nejrozšířenějších způsobů řízení státu. Mezi demokratické státy patří téměř všechny státy Evropy, Austrálie, Nový Zéland, Indie, Izrael, USA, Kanada či některé státy v Jižní Americe.[zdroj?]
Demokracie předpokládá svobodnou politickou soutěž. Proto je základem a ideálem demokracie svobodné formování veřejného mínění, které je současně základem autentické svobody občanů. Vyspělost a hloubka demokratického uspořádání dále principiálně závisí na vyspělosti elit dané země a zejména na jejich schopnosti, jakým způsobem a v jakém rozsahu dokážou tyto elity nalézat a veřejnosti předkládat závažná témata.
Mnozí lidé (např. spisovatel Francis Fukuyama) považují demokracii za nejlepší státní zřízení a tvrdí, že zde demokracie bude navždy. Naopak mezi odpůrce demokracie patřil například Aristoteles, jemuž „…demokracie splývala s vládou lůzy…“. Ačkoliv Aristoteles pracoval s dobovým poznáním a rozeznával i kladnou verzi demokracie, pouze pod jiným svým názvem politeia, jeho postřehy a varování o možnosti degenerace „lidových“ zřízení jsou stále vysoce aktuální.[zdroj⁠?!]

### Česko
O omezené demokracii můžeme hovořit už v souvislosti s přijetím Prosincové ústavy v roce 1867. Nicméně až po přijetí všeobecného a rovného volebního práva v roce 1907 předlitavská část monarchie splňovala jednu z hlavních norem, které definují moderní demokracii. V Česku poté existovala demokracie v rámci první republiky mezi roky 1918 až 1938. Roku 1920 bylo volební právo přiznáno ženám. Mezi roky 1948 až 1989 zde panoval komunistický režim. Od roku 1989 je v Česku demokracie. V roce 2014 bylo 48 % lidí spokojených s fungováním demokracie v Česku a 49 % nespokojených (výzkum CVVM SOÚ AV ČR). V roce 2013 bylo nespokojených 63 %. V šetření v srpnu a září 2021 vyjádřilo 48 % respondentů spokojenost a 48 % nespokojenost.
| Rok  | Pořadí | Bodové hodnocení (0–10) | Slovní popis        |
| ---- | ------ | ----------------------- | ------------------- |
| 2019 | 32.    | 7,69                    | demokracie s vadami |
| 2020 | 31.    | 7,67                    | demokracie s vadami |
| 2021 | 29.    | 7,74                    | demokracie s vadami |
| 2022 | 25.    | 7,97                    | demokracie s vadami |

## Kritika demokracie
Každé společenské zřízení je terčem kritiky jak zevnitř, tak zvenčí, jak ze strany zastánců jiných ideologií a forem vlády, tak jeho stoupenců. Demokracie je dnes západním světem uznávána jako optimální forma vlády (nebo alespoň jako ta „nejméně špatná“, jak tvrdil britský premiér Churchill). Byla vždy a je cílem rozličných námitek, z nichž za hlavní můžeme považovat např.
- Platón ve své Ústavě kritizoval demokracii jako vládu lůzy (ochlokracii) a jako ideální formu řízení státu navrhoval vládu filosofů, jejichž největší předností oproti nevzdělanému davu je moudrost. Moderní obdoba této kritiky mluví o hloupých voličích a populistických politicích, kteří na tuto hloupost a závislost na emocích spoléhají. Otázkou také je, zda jsou vůbec obyčejní lidé způsobilí vybírat si politické vedení.[26][27]

- Aristotelés při svém dělení soudobých forem vlády zařadil demokracii do skupiny stojící proti vhodným formám vlády, spolu s tyranií a oligarchií. Za ideální považoval monarchii jakožto vládu urozeného, a aristokracii, vládu skupiny privilegovaných. Třetí v pořadí doporučoval systém s názvem politeia, který se blíží zastupitelské demokracii, kde existuje menší skupina volených představitelů, kteří získávají mandáty ve svobodných volbách.[28] Antická demokracie preferovala výběr zastupitelů losem.
- Německý filozof Oswald Spengler kritizoval demokracii, nazýval ji "vládou peněz", jelikož podle něj si bohatý může najmout prostředky na kampaň a pomocí demagogie se dostat k moci. Tudíž zde dochází k velkému zvýhodňování majetnějších politiků, což může zapříčinit silně oligarchickou vládu navzájem spřízněných podnikatelů. Právě spojování politických a ekonomických zájmů vjedno nevyhnutelně vede k úpadku.[29]

- Totalitní a autoritativní režimy a jejich stoupenci kritizují demokracii za to, že je slabá, tj. že neumí reagovat rychle a účelně na nenadálé krize, jako jsou války, přírodní pohromy a jiné neočekávané události. V dějinách můžeme nalézt příklady, kdy tomu tak bylo, např. hospodářská krize z roku 1929, vzestup nacismu a následná politika appeasementu před druhou světovou válkou, komunistický převrat v Československu, zemětřesení na Haiti v roce 2010 a mnoho dalších.[26][30]
- Filozof Carl Schmitt upozornil, že jedinou proměnnou, kterou se demokraté řídí, je vůle lidu. Ale ta nemusí nutně znamenat tu nejlepší volbu, protože mnohdy nejsou pochopeni (a ani voleni) ti schopnější lídři. Tudíž demokracie pracuje s ideálním názorem, že si lid pokaždé zvolí nejlepší politiky, k čemuž podle něj rozhodně nedochází. Proto podle něj radši politici sází na populistické a liberální aspekty vedoucí k podpoře místo odborné (a často nepopulární) stránky věci. Tento stav dle Schmittova názoru vede ke společenské stagnaci a úpadku morálky.[26]
- Demokracie nezajišťuje mezinárodní bezpečnost státu před agresí diktatur, ale války mezi demokratickými státy navzájem jsou výjimkou. „Demokratický mír“ je však narušen mezinárodním obchodem a organizacemi.[31]
- Vždy se soustavně objevovaly a objevují názory, že v demokracii nejsou dodržována některá lidská práva – od základních po intelektuální. Demokracie sama o sobě nezajišťuje svobodu a lidská práva: „V uplynulých padesáti letech demokracie a svoboda na Západě splynuly. Jinde ve světě jsou však tyto dvě věci často odděleny. Demokracie vzkvétá, svoboda nikoli.“[32]

- Ukazuje se, že demokracie nezapříčiňuje ekonomický rozvoj.[33] Spíše platí podmínka určité minimální ekonomické úrovně pro životaschopnou liberální, neboli ústavní demokracii.[32]
- V posledních letech se stále častěji mluví o neschopnosti liberální demokracie čelit aktuálním geopolitickým výzvám (migrace, terorismus, vzestup Číny, koronavirová pandemie...).[30][34][35][36][37]

- Obecně platí, že rozhodnutí skupiny není lepší či vyváženější než rozhodnutí jednotlivce.[38] Demokracie tedy nenabízí lepší rozhodování než diktatura jednotlivce. Pravda také nevzniká hlasováním, to je leda argumentační klam zvaný argumentum ad populum.